# أمهرست (نوفا سكوشيا)

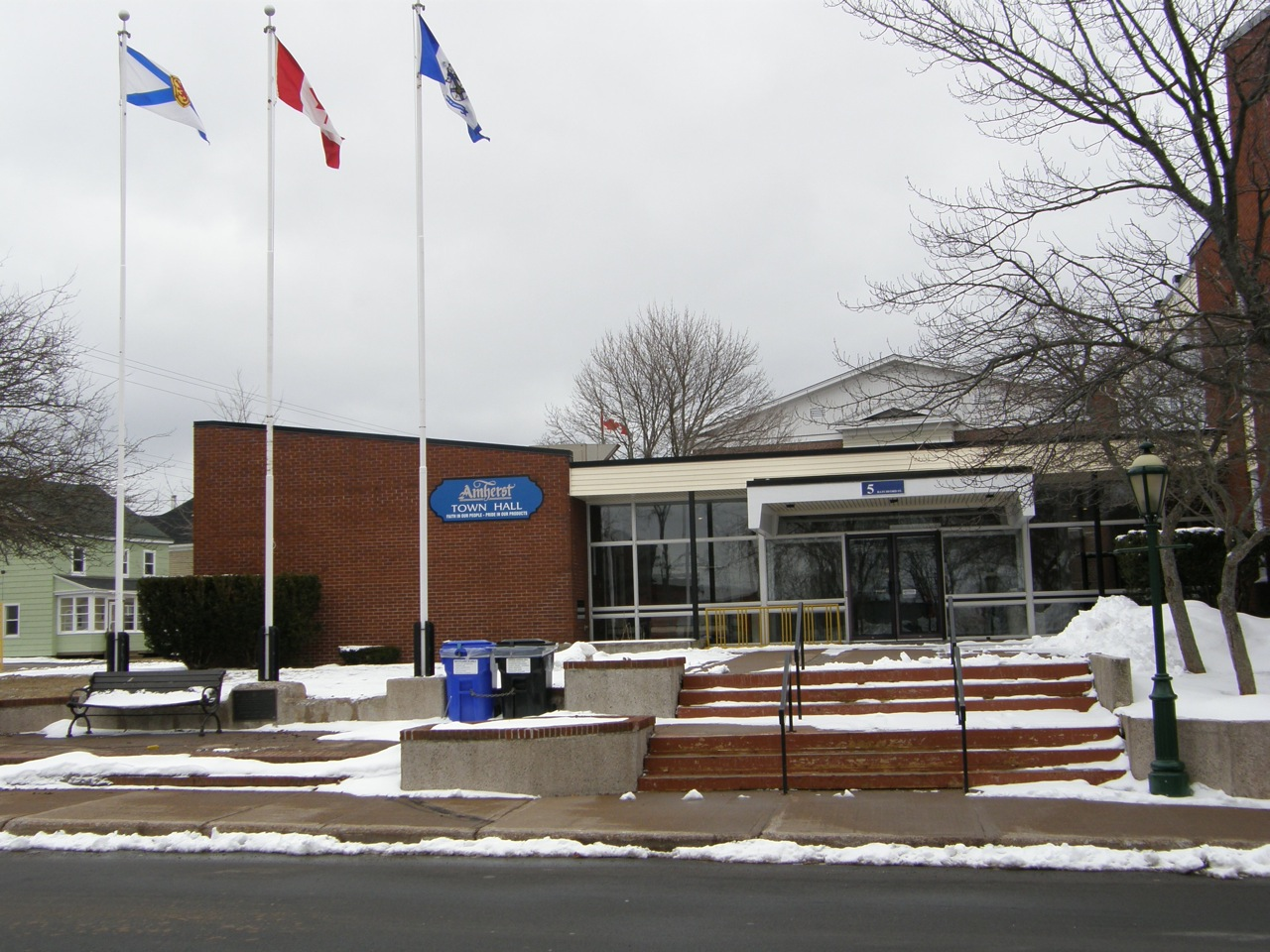

أمهرست : بالإنجليزية (Amherst )هي إحدى مدن شرق كندا، وهي تقع في ولاية نوفا سكوتيا وتبعد عن حدود ولاية نيو برانزويك نحو ثلاثة كيلومترات. وهي أكبر المدن الكندية في تلك المنظقة.
واكتسبت مدينة أمهرست أهميتها الاقتصادية من كونها تقع على الطريق الواصل بين ولايتي نيو برانزويك ونوفا شكوتيا.

## المناخ
يظهر الجدول التالي التغييرات المناخية على مدار السنة لأمهرست:
| البيانات المناخية لـأمهرست         | البيانات المناخية لـأمهرست | البيانات المناخية لـأمهرست | البيانات المناخية لـأمهرست | البيانات المناخية لـأمهرست | البيانات المناخية لـأمهرست | البيانات المناخية لـأمهرست | البيانات المناخية لـأمهرست | البيانات المناخية لـأمهرست | البيانات المناخية لـأمهرست | البيانات المناخية لـأمهرست | البيانات المناخية لـأمهرست | البيانات المناخية لـأمهرست | البيانات المناخية لـأمهرست |
| الشهر                              | يناير                      | فبراير                     | مارس                       | أبريل                      | مايو                       | يونيو                      | يوليو                      | أغسطس                      | سبتمبر                     | أكتوبر                     | نوفمبر                     | ديسمبر                     | المعدل السنوي              |
| ---------------------------------- | -------------------------- | -------------------------- | -------------------------- | -------------------------- | -------------------------- | -------------------------- | -------------------------- | -------------------------- | -------------------------- | -------------------------- | -------------------------- | -------------------------- | -------------------------- |
| الدرجة القصوى °م (°ف)              | 16.8 (62.2)                | 16.2 (61.2)                | 24.2 (75.6)                | 26.1 (79.0)                | 30.0 (86.0)                | 31.7 (89.1)                | 32.7 (90.9)                | 34.4 (93.9)                | 32.2 (90.0)                | 27.0 (80.6)                | 23.5 (74.3)                | 18.5 (65.3)                | 34.4 (93.9)                |
| متوسط درجة الحرارة الكبرى °م (°ف)  | −2.7 (27.1)                | −1.4 (29.5)                | 2.5 (36.5)                 | 8.8 (47.8)                 | 15.7 (60.3)                | 20.7 (69.3)                | 24.0 (75.2)                | 23.8 (74.8)                | 19.5 (67.1)                | 13.3 (55.9)                | 6.8 (44.2)                 | 1.0 (33.8)                 | 11.0 (51.8)                |
| المتوسط اليومي °م (°ف)             | −7.7 (18.1)                | −6.5 (20.3)                | −2.1 (28.2)                | 4.1 (39.4)                 | 10.2 (50.4)                | 15.0 (59.0)                | 18.5 (65.3)                | 18.2 (64.8)                | 14.2 (57.6)                | 8.5 (47.3)                 | 3.0 (37.4)                 | −3.4 (25.9)                | 6.0 (42.8)                 |
| متوسط درجة الحرارة الصغرى °م (°ف)  | −12.6 (9.3)                | −11.5 (11.3)               | −6.8 (19.8)                | −0.6 (30.9)                | 4.6 (40.3)                 | 9.2 (48.6)                 | 12.9 (55.2)                | 12.5 (54.5)                | 8.9 (48.0)                 | 3.6 (38.5)                 | −0.8 (30.6)                | −7.7 (18.1)                | 1.0 (33.8)                 |
| أدنى درجة حرارة °م (°ف)            | −36.7 (−34.1)              | −37.2 (−35.0)              | −29.5 (−21.1)              | −21.1 (−6.0)               | −6.7 (19.9)                | −3.3 (26.1)                | −1.1 (30.0)                | 0.0 (32.0)                 | −4.5 (23.9)                | −12.2 (10.0)               | −18.9 (−2.0)               | −34.0 (−29.2)              | −37.2 (−35.0)              |
| الهطول مم (إنش)                    | 106.1 (4.18)               | 82.7 (3.26)                | 104.7 (4.12)               | 91.6 (3.61)                | 100.7 (3.96)               | 82.6 (3.25)                | 89.0 (3.50)                | 74.4 (2.93)                | 102.1 (4.02)               | 102.8 (4.05)               | 110.8 (4.36)               | 107.3 (4.22)               | 1٬154٫8 (45.46)            |
| معدل هطول الأمطار مم (إنش)         | 47.9 (1.89)                | 36.1 (1.42)                | 49.1 (1.93)                | 62.7 (2.47)                | 91.7 (3.61)                | 79.6 (3.13)                | 89.0 (3.50)                | 74.4 (2.93)                | 98.4 (3.87)                | 97.2 (3.83)                | 95.9 (3.78)                | 64.2 (2.53)                | 886.0 (34.88)              |
| متوسط تساقط الثلوج سم (إنش)        | 62.4 (24.6)                | 51.2 (20.2)                | 49.9 (19.6)                | 23.9 (9.4)                 | 5.2 (2.0)                  | 0.0 (0.0)                  | 0.0 (0.0)                  | 0.0 (0.0)                  | 0.0 (0.0)                  | 0.2 (0.1)                  | 15.6 (6.1)                 | 45.8 (18.0)                | 254.2 (100.1)              |
| متوسط أيام هطول الأمطار (≥ 0.2 mm) | 14.3                       | 11.9                       | 13.2                       | 13.0                       | 14.7                       | 14.2                       | 13.1                       | 12.3                       | 11.7                       | 13.6                       | 15.1                       | 14.0                       | 161.2                      |
| متوسط الأيام الممطرة (≥ 0.2 mm)    | 5.3                        | 4.9                        | 6.9                        | 10.0                       | 13.8                       | 13.6                       | 12.7                       | 12.1                       | 11.4                       | 12.8                       | 12.3                       | 6.9                        | 122.6                      |
| متوسط الأيام المثلجة (≥ 0.2 cm)    | 10.4                       | 8.4                        | 7.3                        | 3.6                        | 0.52                       | 0.0                        | 0.0                        | 0.0                        | 0.0                        | 0.09                       | 2.8                        | 7.6                        | 40.7                       |
| ساعات سطوع الشمس الشهرية           | 93.9                       | 108.6                      | 137.9                      | 146.5                      | 186.0                      | 208.5                      | 229.7                      | 218.0                      | 161.1                      | 130.7                      | 76.2                       | 79.3                       | 1٬776٫1                    |
| نسبة وصول أشعة الشمس               | 33.1                       | 37.2                       | 37.4                       | 36.2                       | 40.2                       | 44.4                       | 48.4                       | 49.8                       | 42.7                       | 38.4                       | 26.7                       | 29.3                       | 38.6                       |
| المصدر: Environment Canada         |                            |                            |                            |                            |                            |                            |                            |                            |                            |                            |                            |                            |                            |

## أعلام
- إدوارد بارون شاندلير
- ويلارد بويل
- فيست
- روكي جونسون
- ويندهام لويس
- بيرسي شابمان بلاك